# I-mode
O i-mode é um serviço de acesso à Internet desenvolvido pela operadora  japonesa NTT DoCoMo e oferecido para a telefonia celular no Japão desde fevereiro de 1999. Com i-mode, mais de 33 milhões de japoneses (cerca de 25% da população) têm acesso a informações, à Internet, a e-mail e a serviços diversos. A taxa de crescimento chegou a surpreendente marca dos 28.000 novos assinantes por dia. Tamanho resultado desse sucesso é devido a três vertentes: tecnologia da rede, preço e criatividade, além, é claro, das razões culturais e históricas; o Japão foi o primeiro país a implementar um sistema telefônico celular de alta capacidade, em 1979 na cidade de Tóquio, cerca de quatro anos antes da primeira experiência americana, em Chicago. O serviço pode ser acessado de qualquer parte do Japão. As taxas de utilização do serviço são facilmente compreensíveis pelo usuário, pois é cobrado o volume de informação acessado (pacotes de informação), e não o tempo de utilização do serviço.

## História
O i-mode foi lançado no Japão em 22 de fevereiro de 1999. A equipe de planejamento de conteúdo e design de serviços foi liderado por Mari Matsunaga, enquanto Takeshi Natsuno foi responsável pelo desenvolvimento de negócios. Top executivo Keiichi Enoki supervisionou o desenvolvimento técnico e geral. Poucos meses depois de lançado DoCoMo i-mode em fevereiro de 1999, os concorrentes da DoCoMo lançou serviços móveis de dados muito semelhantes: KDDI lançou EZweb, e J-Phone lançado J-Sky. Em junho de 2006, os serviços móveis de dados i-mode, EZweb, e J-Sky, tiveram mais de 80 milhões de assinantes no Japão.

## Descrição
É basicamente um serviço de informação por pacotes. Os engenheiros de DoCoMo idealizaram uma rede de pacotes comutados ao longo da rede digital e celular da empresa. Com este sistema de informação "em pacotes", diferentemente das redes telefônicas de comutação de circuitos, não é necessário que cada usuário receba a informação através de um só canal de rádio, o que significa que um grande número de pessoas pode ter acesso à informação simultaneamente. Além disso, o modelo em pacotes ajuda a reduzir os custos, já que as tarifas baseiam-se no volume de informação enviada e recebida.
•	Provedores: Os  provedores  de  conteúdo  estão  divididos  em:  Oficiais  e Não-oficiais.  Atualmente  há  cerca  de  300  provedores  Oficiais  de conteúdo  que  proporcionam  e-mail  e  Chat,  jogos,  horóscopos  on-line, calendários  e  boletins  de  notícias  personalizados.  Segundo,  um dos sites mais populares entre os jovens japoneses, o  Bandai, tem  mais de 1  milhão de assinantes, que  pagam no  mínimo 1 dólar de assinatura mensalmente.  Ele  é  apenas  um  entre  os  22.000  sites  com  conteúdo exclusivo para o i-mode.
•	Servidores  i-mode:  Os  servidores  i-mode  realizam  uma  divisão  da informação  em  bases  de  dados  adaptadas  ao  perfil  do  usuário,  o  que permite  que  estes  tenham  um  acesso  mais  fácil  à  informação.  Estes servidores  realizam  também  o  faturamento  por  volume  de  informação enviada e recebida. Igualmente, devido ao fato de que os provedores de informação  podem  "impulsionar"  o  envio  de  informação,  os  servidores i-mode podem comprovar se este tipo de informação ajusta-se ao tipo de informação  à  que  esteja  registrado  o  usuário,  evitando  o  envio  de informação descartável.
•	Rede  de  pacotes:  Uma  mensagem  é  dividida  em  pequenas  partes conhecidas  como  pacotes  ou  "packets".  Cada  pacote  conduz  um  trecho da mensagem e também informação sobre sua origem, destino e como se ligar  aos  pacotes  vizinhos;  se  chegarem  fora  de  ordem  ao  receptor,  a mensagem  pode  ser  facilmente  e  instantaneamente  reconstruída.  O acesso  é  feito  através  de  um  portal  em  que  os  provedores  de  conteúdo credenciados  pela  NTT  DoCoMo  são  escolhidos  a  partir  de  um  menu. Mas  já  existem  mais  de  4  mil  páginas  de  outros  provedores  que  são acessadas a partir da digitação do endereço URL no teclado do celular i-mode.
•	Conexão  permanente:  No  i-mode  "disca-se"  apenas  uma  vez  e  a conexão  se  torna  permanente  enquanto  houver  sinal  e  carga  na  bateria. O  acesso  "persistente"  é  proporcionado  pela  tecnologia  de  comutação por  pacotes,  semelhante  à  da  Web  "com  fio".  A  conexão  inicial  é  feita em poucos segundos; sendo estabelecida, está pronta para uma imediata transferência  de  dados;  as  "reconexões"  subseqüentes  serão  feitas  em milisegundos: daí a sensação de uma conexão "permanente". O sistema utiliza  compressão  para  aumentar  o  volume  de  dados  transmitidos  e  o resultado  final  é  o  uso  eficiente  da  faixa  de  freqüência.  Apesar  de "sempre  ligado",  o  usuário  paga  (uma  tarifa  razoavelmente  pequena) somente  quando  envia  ou  recebe  mensagens,  ou  seja,  a  cobrança  de tarifas é pelo volume de dados e não pelo tempo de conexão.
•	Velocidade  de  transmissão:  A  velocidade  de  transmissão  é  de  9,6  kbps (kilobits  por  segundo).  Os  críticos  e  concorrentes  acham  muito  pouco, mas isso não chega a ser empecilho já que tecnologia proporciona uma compressão  de  dados  que  aumenta  o  volume  transmitido.  E-mails  e pequenos  gráficos  trafegam  tranqüilamente  nesta  velocidade.  E  os japoneses,  sempre  muito  práticos,  estão  mais  preocupados  com  o conteúdo  das  mensagens  do  que  com  a  sofisticação  visual  da  tela  do dispositivo.

## Mercado
Enquanto o serviço i-mode foi um serviço excepcional que DoCoMo posicionada como líder global no valor de adicionar serviços, outro fator chave de sucesso para i-mode foi a fabricantes de smartphones japoneses que desenvolveram estado dos aparelhos de arte para apoiar i-mode. Como i-mode foi exportado para o resto do mundo, a Nokia e outros grandes fabricantes de celulares, que controlavam o mercado na época, recusou-se a primeira a apoiar i-mode através do desenvolvimento de aparelhos que suportam o serviço i-mode. Os operadores que decidiram lançar o i-mode teve que contar com fornecedores japoneses que não tinham experiência nos mercados internacionais. Como i-mode mostrou sucesso nesses mercados, alguns fornecedores começaram a personalizar alguns de seus aparelhos para apoiar i-mode, no entanto, o apoio foi apenas parcial e chegou atrasado no tempo.
	Enquanto o serviço foi bem sucedida durante os primeiros anos após o lançamento, a falta de aparelhos adequados e o surgimento de novos aparelhos de novos fornecedores que apoiaram novos serviços de Internet por um lado, e uma mudança de liderança do i-mode na Docomo, levar a uma número de operadores para migrar ou integrar i-mode para novos serviços de Internet móvel.

## Conclusão
No mundo, telefones celulares, ao que parece, estão tranquilamente substituindo computadores de mesa com a posição dos principais dispositivos de acesso à internet. A NTT DoCoMo, a maior provedora de serviços sem fio no Japão, mensalmente conecta mais de 400 000 novos clientes para os serviços de padrão de i-mode. Grande exemplo do aumento do uso da comunicação sem fio, que fará com que novos dispositivos, aplicações e serviços sejam projetados, sejam eles de ﬁnalidade geral ou orientados a um segmento especíﬁco.